# Округ Мидлсекс (Конектикат)
Мидлсекс (енгл. Middlesex County) је округ у америчкој савезној држави Конектикат.

## Демографија
По попису из 2010. године број становника је 165.676, што је 10.605 (6,8%) становника више него 2000. године.
| Група             | 2000.           | 2010.           |
| Белци             | 138.979 (89,6%) | 143.144 (86,4%) |
| Афроамериканци    | 6.856 (4,4%)    | 7.727 (4,7%)    |
| Азијати           | 2.419 (1,6%)    | 4.247 (2,6%)    |
| Хиспаноамериканци | 4.649 (3,0%)    | 7.834 (4,7%)    |
| Укупно            | 155.071         | 165.676         |